# El ciudadano ilustre
El ciudadano ilustre es una película de drama argentina de 2016, dirigida por Mariano Cohn y Gastón Duprat, escrita por Andrés Duprat y protagonizada por Oscar Martínez. Fue estrenada en Argentina el 8 de septiembre de 2016 y en España el 11 de noviembre del mismo año.
La película se presentó por primera vez en la sección oficial de la 73.ª edición del Festival de Venecia, donde Oscar Martínez ganó la Copa Volpi al mejor actor. Fue seleccionada para representar a Argentina en la categoría de Mejor película internacional de la 89.ª edición de los Premios Óscar.

## Sinopsis
Daniel Mantovani es un escritor argentino que vive en Europa desde hace casi cuatro décadas, consagrado mundialmente por haber obtenido el premio Nobel de literatura. Sus novelas se caracterizan por retratar la vida en Salas, un pequeño pueblo en la provincia de Buenos Aires, Argentina, en el que nació y al que no ha regresado desde que era un joven con aspiraciones de escritor. 
Entre la numerosa correspondencia que recibe diariamente le llega una carta de la municipalidad de Salas en la que lo invitan a recibir el máximo reconocimiento del pueblo: la medalla de Ciudadano ilustre. Sorprendentemente, y a pesar de sus importantes obligaciones y compromisos, Daniel decide aceptar la propuesta y regresar de incógnito por unos pocos días a su pueblo. 
El viaje tendrá para Daniel múltiples aristas: será el regreso triunfal al pueblo que lo vio nacer, un viaje al pasado en el que se reencontrará con viejos amigos, amores y paisajes de juventud, pero sobre todo será un viaje al corazón mismo de su literatura, a la fuente de sus creaciones e inspiración. Una vez allí, el escritor constatará tanto las afinidades que aún lo unen a Salas como las insalvables diferencias que lo transformarán rápidamente en un elemento extraño y perturbador para la vida del pueblo. La calidez pueblerina desaparece al mismo tiempo que las controversias se multiplican, llegando a un punto sin retorno que revela dos formas irreconciliables de ver el mundo.
El ciudadano ilustre pone en escena varios debates vivos en la Argentina y en el mundo. Uno de ellos es el rechazo a la mirada externa y crítica que representa el protagonista, un escritor exiliado hace décadas en Europa, frente a la defensa nacionalista de sus coterráneos. La vida apacible, la exaltación de lo propio y la mirada campechana son un estilo de vida aceptable en un pueblo de provincia, pero para este escritor cosmopolita suponen la negación de una sociedad a cualquier idea de progreso. A este conflicto se suma una suerte de herida abierta en el orgullo argentino por ser un país con grandes escritores pero sin un Nobel de literatura, tema que la película retoma saldando esa falta con el protagonista, que sí obtiene el galardón que se le negó a Jorge Luis Borges.
Daniel Mantovani encarnará, al mismo tiempo, la gran satisfacción y orgullo que supone para su pueblo natal tener una figura reconocida mundialmente, y el creciente rechazo que se irá desvelando a medida que sus habitantes, inicialmente fascinados con su visita, lo vayan conociendo un poco más. Como ha ocurrido con tantos artistas en relación con su pueblo, la fascinación mutará en desprecio a medida que vayan conociendo sus ideas y posiciones y, sobre todo, cuando se comience a difundir el contenido de sus novelas, que retratan críticamente la vida pueblerina de Salas, haciendo realidad la máxima de que «nadie es profeta en su tierra».
El fin de la película es inesperado y abierto.

## Reparto
- Oscar Martínez como Daniel Mantovani
- Dady Brieva como Antonio
- Andrea Frigerio como Irene
- Manuel Vicente como Intendente Cacho
- Nora Navas como Nuria
- Belén Chavanne como Julia
- Nicolás De Tracy como Roque
- Marcelo D'Andrea como Florencio Romero
- Iván Steinhardt como Detractor

## Producción
El filme comenzó a producirse en mayo de 2011, tardando cinco años en realizarse. Contó con un presupuesto de 1.7 millones de dólares, el doble de presupuesto que las películas El hombre de al lado y Querida, voy a comprar cigarrillos y vuelvo, ambos proyectos de los mismos directores.
Las escenas exteriores se filmaron en las localidades argentinas de San Justo, Navarro, Cañuelas, Aldo Bonzi y Lomas de Zamora y en la ciudad de Barcelona, España.
Como parte del lanzamiento de la película, Random House publicó la novela El Ciudadano ilustre firmada por el autor ficticio Daniel Mantovani, protagonista de la película. 

## Recepción

### Crítica
El ciudadano ilustre recibió críticas positivas de la prensa especializada. En el sitio Todas las críticas, la cinta recibió una aprobación del 94% basada en 33 críticas con un promedio de 74 sobre 100. Benjamín Harguindey de Escribiendo Cine le otorgó a la cinta un puntaje de 10 sobre 10 catalogándola como la mejor película de los realizadores, pregonando que la película «tiene toda la pinta de que va a convertirse en otro clásico moderno del cine argentino».

### Taquilla
La película inició su primer día en cartelera en el segundo puesto de la taquilla argentina con 7.376 espectadores, por detrás de la película de terror estadounidense No respires. Sin embargo, en simultáneo con su estreno en Argentina, la cinta competía en el Festival de Venecia en la sección oficial. Tres días después de estrenarse en el país sudamericano, la película ganaba el premio al mejor actor del festival (Oscar Martínez) y un premio extra en los apartados paralelos, lo que sumado a la promoción televisiva de dicha victoria hicieron revertir el desempeño de la película, logrando escalar al primer puesto al terminar su primer fin de semana en cartelera con 79.784 espectadores. El efecto duró incluso en su segundo jueves en cartelera, donde, a pesar de quedar segunda detrás de la película nacional Gilda, no me arrepiento de este amor, mejoró en un 16% lo conseguido en su día de estreno con 8.557 espectadores (comportamiento inusual en la cartelera argentina). Para su segundo fin de semana la película había ganado un 5% en comparación con su primer fin de semana con 85.406 "tickets cortados" y un total de 201.314 espectadores.
El éxito de la película sobrepasó las expectativas de los productores, que estimaban un recorrido final de no más que 300.000 espectadores. A la postre, la cinta tiene un total acumulado de 600.000 espectadores.
La explotación de la película en España, tras el estreno de la película el 11 de noviembre de 2016 y su paso por el Festival de Valladolid, en donde la película recibió la Espiga de Plata a la mejor película y el guionista Andrés Duprat recibió el Premio Miguel Delibes al mejor guion, fue también muy exitosa, superando los 125.000 espectadores y los 800.000 euros de taquilla bruta.
El DVD de la película fue el quinto más vendido en las tiendas Yenny y El Ateneo en mayo de 2017, y el cuarto más vendido en agosto de 2017.

### Home Video
La editora Transeuropa lanzó en tiendas el DVD de la película el 20 de abril de 2017. Como características especiales trae audio español 5.1 con subtítulos en español e inglés y de extras incluye dos cortos experimentales de la productora Televisión Abierta, Venimos llenos de tierra (1996) y Hágalo usted mismo (1998).

## Localización
La película fue filmada en la localidad de Navarro.
Si bien algunos medios identifican el pueblo Salas con Carlos Salas (Buenos Aires), sus autores han indicado que se trata de un pueblo ficticio y han descrito la historia como "un retrato del país".

## Historial de estrenos
| País      | Fecha                    | Distribuidor            | Refs.  |
| --------- | ------------------------ | ----------------------- | ------ |
| Argentina | 8 de septiembre de 2016  | Buena Vista             | [ 23 ] |
| Paraguay  | 29 de septiembre de 2016 | Filmagic                | [ 24 ] |
| Uruguay   | 27 de octubre de 2016    | Buena Vista             | [ 25 ] |
| España    | 11 de noviembre de 2016  | A Contracorriente Films | [ 26 ] |
| Italia    | 24 de noviembre de 2016  |                         |        |
| Polonia   | 6 de enero de 2017       |                         |        |
| Francia   | 8 de febrero de 2017     |                         |        |

## Premios y nominaciones

### Participación en festivales de cine
| Festival                                    | Fecha de evento                           | Categoría                           | Premio   |
| ------------------------------------------- | ----------------------------------------- | ----------------------------------- | -------- |
| Festival Internacional de Cine de Venecia   | 31 de agosto al 10 de septiembre de 2016  | León de Oro a la mejor película     | Nominado |
| Festival Internacional de Cine de Venecia   | 31 de agosto al 10 de septiembre de 2016  | Copa Volpi al mejor actor           | Ganador  |
| Festival Internacional de Cine de Venecia   | 31 de agosto al 10 de septiembre de 2016  | Premio del jurado joven             | Ganador  |
| Festival Internacional de Cine de Haifa     | 15 de octubre al 24 de octubre de 2016    | Carmel a la mejor película          | Ganador  |
| Festival Internacional de Cine de La Habana | 8 de diciembre al 18 de diciembre de 2016 | Mejor guion                         | Ganador  |
| Festival Internacional de Cine de La Habana | 8 de diciembre al 18 de diciembre de 2016 | Premio de la prensa cinematográfica | Ganador  |

### Premios Sur
Dichos premios fueron entregados por la Academia de las Artes y Ciencias Cinematográficas de la Argentina en marzo de 2017.
| Año  | Categoría                 | Candidato                    | Resultado |
| ---- | ------------------------- | ---------------------------- | --------- |
| 2016 | Mejor película            | El ciudadano ilustre         | Nominado  |
| 2016 | Mejor director            | Mariano Cohn y Gastón Duprat | Nominado  |
| 2016 | Mejor actor               | Oscar Martínez               | Ganador   |
| 2016 | Mejor actor de reparto    | Dady Brieva                  | Ganador   |
| 2016 | Mejor actriz de reparto   | Andrea Frigerio              | Nominado  |
| 2016 | Mejor guion original      | Andrés Duprat                | Ganador   |
| 2016 | Mejor dirección de arte   | María Eugenia Sueiro         | Nominado  |
| 2016 | Mejor diseño de vestuario | Laura Donari                 | Nominado  |
| 2016 | Mejor sonido              | Adrián De Michele            | Nominado  |

### Premios Goya
Estos premios fueron entregados por la Academia de las Artes y las Ciencias Cinematográficas de España el 4 de febrero de 2017.
| Año  | Categoría                     | Candidato            | Resultado |
| ---- | ----------------------------- | -------------------- | --------- |
| 2016 | Mejor película iberoamericana | El ciudadano ilustre | Ganadora  |

### Premios Forqué
La película fue nominada al Premio Forqué a la mejor película latinoamericana 2017, en la XXII edición de estos premios que entrega EGEDA, Entidad de Gestión de Derechos de los Productores Audiovisuales, resultando premiada en la gala que tuvo lugar en la ciudad de Sevilla el 14 de enero de 2017.
Asimismo, el actor protagonista de la película, Oscar Martínez, resultó nominado al Premio Forqué al mejor actor, junto a los actores Àlex Monner, Antonio de la Torre, Eduard Fernández y Roberto Álamo, que fue quien resultó finalmente premiado.
| Año  | Categoría                     | Candidato            | Resultado |
| ---- | ----------------------------- | -------------------- | --------- |
| 2017 | Mejor película iberoamericana | El ciudadano ilustre | Premiado  |
| 2017 | Mejor actor                   | Oscar Martínez       | Finalista |

### Premios Ariel
La película fue nominada al Premio Ariel a la mejor película iberoamericana 2016, en la LIX edición de los Premios Ariel que entrega Academia Mexicana de Artes y Ciencias Cinematográficas, resultando premiada en la gala que tuvo lugar en la Ciudad de México el 11 de julio de 2017.
| Año  | Categoría                     | Candidato            | Resultado |
| ---- | ----------------------------- | -------------------- | --------- |
| 2017 | Mejor película iberoamericana | El ciudadano ilustre | Premiado  |

### Premios Platino
| Año  | Categoría                     | Resultado | Ref.   |
| ---- | ----------------------------- | --------- | ------ |
| 2017 | Mejor película iberoamericana | Ganadora  | [ 36 ] |
| 2017 | Mejor guion                   | Ganador   | [ 36 ] |
| 2017 | Mejor actor                   | Ganador   | [ 36 ] |
| 2017 | Mejor director                | Nominado  | [ 36 ] |

### Premios Fénix
| Año  | Categoría       | Candidato                  | Resultado | Ref.   |
| ---- | --------------- | -------------------------- | --------- | ------ |
| 2017 | Mejor película  | El ciudadano ilustre       | Nominado  | [ 37 ] |
| 2017 | Mejor actor     | Oscar Martínez             | Ganador   | [ 37 ] |
| 2017 | Mejor guion     | Andrés Duprat              | Nominado  | [ 37 ] |
| 2017 | Mejor director  | Mariano Cohn Gastón Duprat | Nominado  | [ 37 ] |
| 2017 | Mejor vestuario | Laura Donari               | Nominado  | [ 37 ] |